# António Livramento (rink-hockey)
Pour le footballeur, voir António Livramento (football).
António José Parreira do Livramento (Évora, 28 février 1943 - Lisbonne, 7 juin 1999) a été un joueur et entraîneur portugais de rink hockey. Attaquant étonnant, il est vénéré dans le monde de rink hockey comme le plus grand joueur de l'histoire de son sport, de la même manière que Wayne Gretzky en hockey sur glace.

## Carrière de joueur
Il a d'abord commencé à jouer au football, quand il a été invité à jouer au rink hockey au Futebol Benfica en 1959. Il a représenté Benfica de 1959/60-1969/70, et après un an d'absence, de 1971/72-1973/74 avec Banco Pinto & Sotto Mayor, à partir de 1974/75-1975/76puis il a rejoint le Sporting pour la saison 1976/77, ensuite l'Amatori Lodi en Italie, pour la saison 1977/78, une autre fois pour le Sporting, de 1978/79-1980/81.
Il commence à jouer à la catégorie des jeunes du Portugal, en 1960, étant considéré le meilleur joueur du Championnat d'Europe de rink hockey jeunes. Il fut bientôt appelé à l'équipe principale, pour gagner le Championnat d'Europe, en 1961, et le Championnat du monde en 1962. Au cours de sa longue carrière, Livramento a joué 209 fois pour Portugal, marquant 425 buts, de 1961 à 1977. À la suite du triste incident avec un joueur espagnol dans la finale du Championnat Mondial de 1977, il décide de quitter l'équipe nationale.
Il a remporté trois titres du Championnat mondial de rink hockey, en 1962, 1968 et 1974, et 7 titres du Championnat d'Europe de rink hockey, en 1961, 1963, 1965, 1967, 1973, 1975 et 1977.

## Carrière d'entraîneur
Après avoir terminé sa carrière de joueur, il entame une carrière d'entraîneur. Il a été l'entraîneur du Sporting du Portugal et de l'équipe nationale qui a remporté deux titres de Champions du Monde, en 1991 et 1993. Il a démissionné après avoir échoué à la présence de l'édition 1995.